# 장-피에르 랑팔

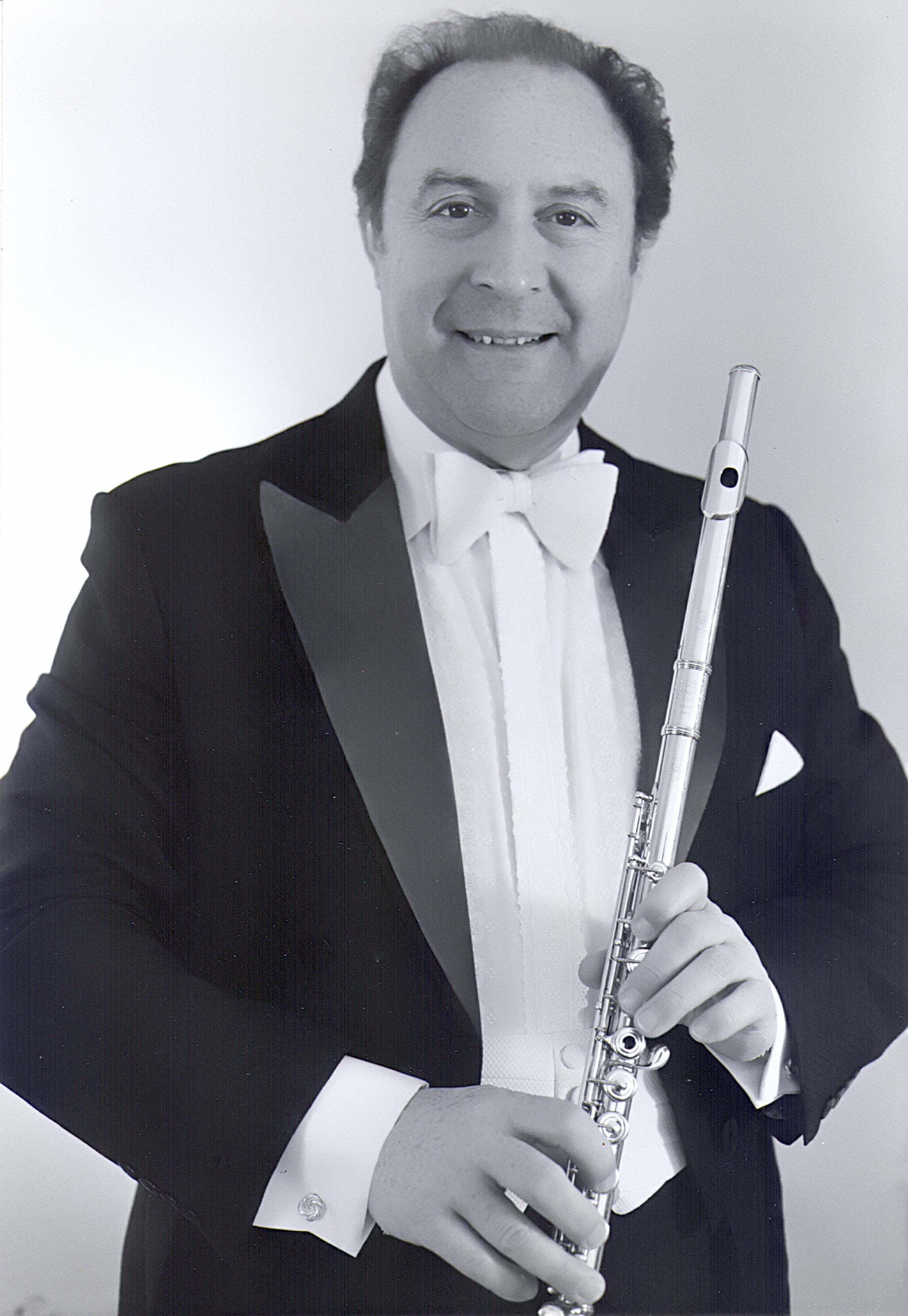

장-피에르 루이 랑팔(Jean-Pierre Louis Rampal, 1922년 1월 7일 ~ 2000년 5월 20일)은 프랑스의 플루트 연주자이다. 그는 개인적으로 "18세기 이후로 개최되지 않았던 독주 클래식 악기로서 플루트의 인기를 되찾은 공로"를 인정받았다.

## 생애
마르세유에서 태어난 장-피에르 랑팔은 현대에 솔로 플루트로 찬사를 받았다. 유명 가수, 피아니스트 및 바이올리니스트가 즐기는 청중과 견줄만한 대규모 청중. 독주 플루트가 관현악 콘서트에서 널리 연주되는 것은 이례적인 일이었으므로 제2차 세계 대전 직후에는 쉽게 이루어지지 않았다. 그러나 랑팔의 재능과 존재는 제임스 골웨이와 엠마누엘 파후드와 같은 차세대 플루티스트 슈퍼스타의 길을 닦았다.
랑팔은 고전적인 프랑스 플루트 전통의 연주자였지만 뛰어난 기술 능력 뒤에는 북부 파리의 엘리트 기관의 형식적인 성격보다는 지중해 남부의 무심한 '라틴' 기질이 있었다. 그의 아버지는 Rene le Roy와 Marcel Moyse 도 가르쳤던 Hennebains에게 배웠다.   그의 연주 스타일은 밝은 사운드, 섬세한 톤 색상의 풍부한 팔레트로 빛나는 프레이즈의 울려 퍼지는 우아함이 특징이었다. 그는 전성기에 청중을 열광시켰던 위풍당당하고 가볍게 표현한 기교를 발산했으며, 그의 자연스러운 비브라토는 그가 연주하는 음악의 감정에 따라 다양했다. 또한 랑팔은 그의 연주의 스윕을 잃지 않고 확장된 빠른 악절의 중간에 숨을 쉴 수 있었다. 그의 초기 녹음에서 들리는 그의 스타카토 조음(그의 "détaché")의 가벼움과 선명도와 마찬가지로 그의 고음역과 넓은 다이내믹 레인지는 특히 주목할 만하다.
랑팔은 포스트월드에서 플루트를 대중화한 것으로 가장 잘 알려져 있다. 전쟁 2년 동안 바로크 시대의 수많은 플루트 작곡을 복구하고 프랑시스 플랑크와 같은 현대 작곡가에게 박차를 가하여 플루트 연주자의 레퍼토리에서 현대 표준이 된 새로운 작품을 창작했다.
반세기 이상에 걸친 그의 놀라운 음악 경력은 부모님의 전적인 격려 없이 시작되었다. 랑팔의 어머니와 아버지는 그가 전문 음악가가 되는 것보다 의사나 외과 의사가 되는 것이 더 신뢰할 수 있다고 느꼈기 때문에 그를 격려했다. 제2차 세계 대전이 시작될 때 랑팔은 정식으로 마르세유의 의과대학에 입학하여 3년 동안 공부했다. 1943년 프랑스 나치 점령 당국은 그를 독일 강제 노동에 징집했다. 이를 피하기 위해 그는 자주 숙소를 변경하여 발각을 피하기 쉬운 파리로 도피했다.
파리에 있는 동안 랑팔은 1944년 1월부터 Gaston Crunelle 에게 가르쳤던 Paris Conservatoire에서 플루트를 배우기 위해 오디션을 봤다. (몇 년 후 그는 Crunelle의 뒤를 이어 음악원의 플루트 교수가 되었다. ) 불과 4개월 후 랑팔은 Jolivet 의 Le chant de Linos를 연주하여 1919년 그의 아버지 Joseph을 모방한 음악원의 연례 플루트 콩쿠르에서 탐나는 1위를 수상했다.
1945년 파리 해방 후 랑팔은 작곡가 앙리 토마시( 당시 프랑스 국립 오케스트라 지휘자)의 초청을 받아 1934년 마르셀 모이스를 위해 작곡한 자크 이베르 의 까다로운 플루트 협주곡을 프랑스 국립 라디오에서 생중계했다. 그것은 밤새 그의 콘서트 경력을 시작했으며 많은 그러한 방송 중 첫 번째였다.
전쟁이 끝난 후 랑팔은 일련의 공연을 시작했다. 처음에는 프랑스 내에서; 그리고 1947년에 스위스, 오스트리아, 이탈리아, 스페인, 네덜란드에서 공연을 하면서 명성을 누렸다.